# Вискаино, Себастьян
Себастья́н Вискаи́но (исп. Sebastián Vizcaíno; 1548, Эстремадура — 1623, Мехико) — испанский торговец, военный, мореплаватель, посол Испании в Японии.
В 1592 году основал город Ла-Пас в Калифорнийском заливе. В 1603 году возглавил экспедицию к северному побережью Калифорнии. Описания побережья и карты, составленные во время экспедиции, отличались такой точностью, что использовались для навигации вплоть до конца XVIII века. В ходе экспедиции несколько портов калифорнийского побережья, ранее основанные Хуаном Родригесом Кабрильо, получили современные названия, в том числе порты Сан-Диего и Энсенада. Именем исследователя названы несколько географических объектов, например, залив Эль-Вискаино.

## Калифорния
В 1593 году получил разрешение на добычу жемчуга на западном берегу Калифорнийского залива. Привёл 3 корабля в Ла-Пас в 1596 году. Он дал этому месту (известному после Эрнандо Кортесу как Санта Круз) его современное название и попытался основать поселение. Однако, проблемы с продовольствием, пожары и падение дисциплины привели к тому, что поселение оказалось заброшено.
Капитан корабля Tres Reyes Мартин де Агулиар оказался отделён от Вискаино и продолжил путь к берегам современного Орегона и дошёл до мыса Бланко и, возможно, до залива Coos.
Одним из результатов путешествий Себастьяна был шквал энтузиазма к строительству новых испанских поселений в Moнтерее, но это было отложено на 167 лет — до времени, когда Конде де Монтеррей ушёл, чтобы стать Вице-королём Перу и его преемник был менее благоприятный. Экспедиция для колонизации была запланирована на 1606-1607 годов, но потом была отложена, а затем отменена в 1608 году.

## Отношения с Японией
В 1611 году Вискаино отвёз японскую делегацию, которую возглавлял Танака Сёсукэ из Мехико обратно в Японию. Там он встретился с сёгуном Токугава Хидэтада и его отцом, ушедшим на пенсию первым сёгуном Токугава Иэясу, основателем династии Токугава. Однако, дипломатические отношения не были успешными из-за того, что Себастьян пренебрёг японским придворным этикетом. После ухода в отпуск в 1612 году он осмотрел восточный берег Японии в поисках мифических островов Рико де Оро и Рико де Плата. Не сумев найти их, он вернулся в Японию.
В 1613 году сопровождал японских послов, ведомых Хасэкура Цунэнага на пути в Мехико. В Акапулько был серьёзно ранен в стычке с японцами, как сообщает в своих записях ацтекский историк XVII века Чимальпаин. Японцы продолжили путь в Мехико, сели на корабль в Веракрус и направились в Европу.

## Конфликт с голландскими пиратами
11 ноября 1616 года Себастьян Вискаино командовал отрядом из 200 человек, защищавшихся от нападения 200 голландских пиратов. К полудню у обеих сторон закончились патроны. Люди Себастьяна отступили, когда пираты вернулись, пополнив запасы.

## Смерть
Себастьян Вискаино умер в 1624 году в Мехико, Новая Испания.